# Days Go By (альбом The Offspring)
Days Go By — девятый студийный альбом американской панк-рок-группы The Offspring, выпущенный 26 июня 2012 года лейблом Columbia Records. Продюсером альбома стал Боб Рок. Это первый альбом, записанный при участии Пита Парада, который присоединился к группе за год до выпуска Rise and Fall, Rage and Grace. В записи барабанных партий также был задействован сессионный музыкант Джош Фриз, который принимал участие в записи двух предыдущих альбомов группы.

## Об альбоме
Работа над «Days Go By» была начата в 2009 году и выпуск альбома был запланирован на 2010 год. Тем не менее, его релиз был перенесен несколько раз, пока группа гастролировала и писала новый материал. Работа над написанием нового материала и в студии звукозаписи на Гавайях и в Калифорнии растянулась на три года и была завершена в марте 2012 года.

Во время записи, The Offspring перезаписали песню «Dirty Magic» (с их альбома 1992 Ignition), которая стала девятым треком альбома. 
Каждый раз, когда мы начинали играть «Dirty Magic», пятеро чуваков начинали прыгать и скакать, а остальные стояли, почесывая репы. Но это одна из тех песен, без которых никак. Вот мы и решили, что она заслуживает «реанимации». Новая версия звучит гораздо чище, чем мрачный оригинал — благодаря большему количеству времени, проведенному в студии. Когда мы её записывали 20 лет назад, все происходило крайне быстро. Что-то типа трех часов на запись одного трека. Теперь же мы решили, что можем сделать её лучше, не меняя саму песню.— Декстер Холланд
Первым синглом стала композиция «Days Go By», премьера состоялась в Лос-Анджелесе на радио станции KROQ 27 апреля 2012 года. Также сингл был выпущен на цифровые носителе. В целом сингл получил положительные отзывы критиков.
Вторым синглом, выпущенным 30 апреля 2012 года, стала песня «Cruising California (Bumpin' In My Trunk)». Песня была выпущена в качестве первого сингла из альбома за пределами США, Японии и Канады. Сингл получил негативную реакцию со стороны слушателей группы. Хотя и «Cruising California (Bumpin' In My Trunk)» является шуточной песней, многие фанаты заявили, что The Offspring продались, чтобы сделать больше денег.

## Список композиций
Список композиций был опубликован на официальном сайте группы 23 апреля 2012 года.
Слова и музыка всех песен — Декстера Холланда.
| №                   | Название                                                       | Длительность |
| ------------------- | -------------------------------------------------------------- | ------------ |
| 1.                  | «The Future Is Now»                                            | 4:09         |
| 2.                  | «Secrets From The Underground»                                 | 3:10         |
| 3.                  | «Days Go By»                                                   | 4:01         |
| 4.                  | «Turning Into You»                                             | 3:42         |
| 5.                  | «Hurting As One»                                               | 2:50         |
| 6.                  | «Cruising California (Bumpin' In My Trunk)»                    | 3:31         |
| 7.                  | «All I Have Left Is You»                                       | 5:19         |
| 8.                  | «OC Guns»                                                      | 4:08         |
| 9.                  | «Dirty Magic»                                                  | 4:01         |
| 10.                 | «I Wanna Secret Family (With You)»                             | 3:02         |
| 11.                 | «Dividing By Zero»                                             | 2:23         |
| 12.                 | «Slim Pickens Does The Right Thing And Rides The Bomb To Hell» | 2:36         |
| Общая длительность: | Общая длительность:                                            | 42:43        |

## История альбома
Во время гастролей в 2009 году в поддержку альбома Rise and Fall, Rage and Grace, The Offspring начали писать новый материал, который лег в основу «Days Go By». В мае 2009 года в интервью, Noodles сказал, что фронтмен группы Декстер Холланд начал работать с продюсером Бобом Роком над созданием нового материала, и отметил, что альбом будет включать в себя песни, которые не вошли в Rise and Fall, Rage and Grace.
На концерте в Лас Вегасе, 18 июня 2010, группа The Offspring исполнила новую песню — «You Will Find A Way», которая, возможно, появится в их новом альбоме. Так же на этом концерте они исполнили кавер на «The Guns of Brixton» группы The Clash.
11 января 2011 года, Джош Фриз (именно он играет на барабанах на предыдущих двух альбомах) упомянул на своём веб сайте, что он был в студии, в которой The Offspring записывают свой новый альбом. Ронни Кинг также подтвердил, что он появится как музыкант, играющий на клавишных инструментах на новом альбоме.
4 марта 2011 года, группа The Offspring объявила на своем сайте, что они будут гастролировать этим летом и осенью. Они подтвердили, что будут играть на главной сцене Reading and Leeds Festivals 2011.
2 августа 2011 в своём подкасте, Декстер Холланд сказал: "Мы были в студии каждый день до недавнего времени. Мы берем небольшой перерыв, потому что нужно написать несколько текстов … Я бы сказал, что у нас есть большая часть записанного материала … у нас есть 12 песен, в которых записаны все барабаны, и во многих гитары … просто остаётся записать вокал. Мы очень близки к завершению ". В то же время Кевин Вассерман не утверждает, что новый альбом будет выпущен в 2011 году, он сказал, что это "определенно не та ситуация, как с Chinese Democracy ". Он также сказал, что работа приближается к концу и виден «свет в конце туннеля», и что они «не собираются пересматривать и перезаписывать все песни».
В интервью на I-Day Festival в Болонье, Италия, который состоялся 4 сентября 2011, Кевин Вассерман сказал, что новый альбом The Offspring не будет выпущен до 2012 года, и они «должны записать весь материал до конца года и тогда в следующем году останется работа над обложкой, микшированием и всем прочим.»
14 сентября 2011 года, группа The Offspring объявила на своей странице Facebook, что они должны «вернуться в студию в течение недели», чтобы продолжить запись своего нового альбома, который они надеются, будет завершен в течение ближайших двух-трех месяцев. В тот же день, группа объявила о том, что будет гастролировать в поддержку альбома в 2012 году. The Offspring объявили 4 октября, что они вернулись в студию. По словам AJ Maddah, промоутера Australian festival Soundwave, альбом будет микшироваться в январе или феврале 2012 года.
В конце марта 2012 года The Offspring объявили о завершении работы над новым студийным альбомом. Работа над диском проходила в Калифорнии — по негласной традиции The Offspring. Сообщение, размещенное 24-го марта на странице группы в Facebook, гласит: «Покидаем нашу студию в Голливуде. Пластинка готова». Через месяц на официальном сайте появилась информация об альбоме: стали известны его название, «Days Go By», и плей-лист. Также была анонсирована дата выхода одноимённого сингла — 27 апреля. Его премьера состоялась на радио KROQ в 7 часов утра по Лос-Анджелесскому времени. В Австралии и Новой Зеландии вместо «Days Go By» вышла другая песня: «Cruising California (Bumpin' In My Trunk)».
19 июня 2012 года, за неделю до релиза, группа объявила, через Twitter, что альбом можно прослушать на сайте журнала Rolling Stone.
Альбом «Days Go By» вышел 26 июня 2012 года на лейбле Columbia.

## Позиции в чартах
| Чарт (2012)                          | Место |
| ------------------------------------ | ----- |
| Australian ARIA Album Chart          | 7     |
| Canadian Album Chart                 | 4     |
| German Albums Charts                 | 5     |
| Netherlands Album MegaCharts         | 56    |
| Polish Albums Chart                  | 19    |
| Portuguese Album Chart               | 24    |
| Switzerland Album Swiss Music Charts | 8     |
| Spanish Top 100 Album Charts         | 22    |
| UK Album Chart                       | 43    |
| US Billboard 200                     | 12    |
| France Top 200 Album Charts          | 18    |
| Japan Top 100 ORICON Album Charts    | 7     |
| Austrian Top 75 Album Charts         | 6     |
| Czech Republic Top 50 Album Charts   | 12    |
| New Zeland Top 40 Album Charts       | 17    |

## Участники записи

### The Offspring
- Декстер Холланд — вокал, ритм-гитара
- Кевин «Нудлз» Вассерман — гитара, бэк-вокал
- Грег «Greg K.» Крисел — бас-гитара, бэк-вокал
- Пит Парада — барабаны (4, 9, 11 и 12)

### Приглашённые музыканты
- Джош Фриз — ударные (1, 2, 3, 5, 6, 7, 8 и 10)
- Тодд Морс — бэк-вокал
- Джимми Эдвардс — клавишные (1, 3, 6 и 7)
- Джон Берри — бэк-вокал (2)
- Дани и Лиззи — вокал (6)
- Mariachi Sol de Mexico de Jose Hernandez — Mariachi band (8)
- Карлос Гомес — дополнительные гитары (8)
- Ронни Кинг — клавишные (8)
- DJ Trust — DJ (8)

### Персонал
- Боб Рок — продюсер, микширование, инженер
- Eric Helmkamp — инженер
- Steve Masi — гитарный техник
- Ted Jensen — мастеринг

### Оформление
- Deadskinboy Design — художественное руководство, дизайн, фотография обложки
- Associated Press — фотографии
- Firebox — иллюстрация